# Ideació suïcida
Idees suïcides, també conegudes com a pensaments suïcides, és estar pensant o una preocupació inusual amb el suïcidi. El rang d'idees suïcides varia molt i va des de pensaments fugitius, a pensaments extensos, a una planificació detallada, joc de rols (per exemple, de peu en una cadira amb una corda), i als intents incomplets, que es pot construir deliberadament per no completar-se o descobrir-se, o bé pot estar totalment destinat a provocar la mort, però l'individu sobreviu.
La majoria de les persones que tenen pensaments suïcides no fan intents de suïcidi, però els pensaments suïcides es consideren un factor de risc. Durant 2008-09, s'estima que 8,3 milions d'adults majors de 18 anys als Estats Units, o el 3,7% de la població adulta dels EUA, va informar tenir pensaments suïcides l'any anterior. S'estima que 2,2 milions als Estats Units van informar haver realitzat plans de suïcidi l'any passat.
La ideació suïcida generalment està associada amb depressió major i altres trastorns de l'estat d'ànim. Tanmateix, sembla tenir associacions amb molts altres trastorns mentals, esdeveniments de la vida i esdeveniments familiars, tots els quals poden augmentar el risc d'idees suïcides. Per exemple, moltes persones amb trastorn de la personalitat límit mostren un comportament suïcida recurrent i pensaments suïcides. Un estudi va trobar que el 73% dels pacients amb trastorns de personalitat fronterera han intentat suïcidar-se, mentre que el pacient mig té 3.4 intents. Actualment hi ha un número de les opcions de tractament per a aquells que experimenten idees suïcides.
Al Japó recent les tendències suïcides formaren la inspiració d'un corrent estètic de la moda d'allí anomenat Yami Kawaii.

## Signes i símptomes
La ideació suïcida té una definició directa - pensaments suïcides - però hi ha altres signes i símptomes relacionats. Alguns símptomes o condicions co-morbides poden incloure una pèrdua de pes involuntària, sentir-se indefensos, sentir-se sols, una fatiga excessiva, una baixa autoestima, la presència d'una mania constant, parlar excessivament, intenció d'objectius prèviament inactius, com la ment està corrent. L'aparició de símptomes com aquests amb una incapacitat per desfer-se o afrontar els seus efectes, una possible forma d'inflexibilitat psicològica, és un tret possible associat amb la ideació suïcida. També poden causar problemes psicològics, que és un altre símptoma associat amb la ideació suïcidaSímptomes com aquests relacionats amb la inflexibilitat psicològica, els patrons recurrents o l'angoixa psicològica poden, en alguns casos, provocar l'aparició d'idees suïcides. Altres possibles símptomes i senyals d'advertència inclouen:
- Desesperança
- Anhedonia
- Insomni o Hipersomni
- Pèrdua d'apetit o menjar en excés
- Depressió
- ansietat greu
- Deteriorament de l'concentració
- Agitació psicomotriu
- Atac de pànic
- Remordiments greus

### Escales
- Escala Beck per a la ideació suïcida
- Comportament suïcida d'afecció-Comportament-Escala de cognició (SABCS)
- Columbia Suicide Severity Rating Scale

## Factors de risc
Hi ha nombrosos indicadors que es poden buscar en intentar detectar idees suïcides. També hi ha situacions en què el risc d'idees suïcides pot augmentar. Els factors de risc d'idees suïcides es poden dividir en 3 categories: trastorns psiquiàtrics, esdeveniments de vida i història familiar.

### Trastorns psiquiàtrics
Hi ha diversos trastorns psiquiàtrics que semblen ser comorvents amb idees suïcides o augmenten considerablement el risc d'idees suïcides. La següent llista inclou els trastorns que s'han mostrat com els més forts predictors d'idees suïcides. Cal assenyalar, però, que aquests no són els únics trastorns que poden augmentar el risc d'idees suïcides. Els trastorns en què s'incrementa el risc són els més grans,inclouen:
- Trastorn d'ansietat
- Trastorn de l'espectre autista
- Síndrome d'Asperger
- Trastorn depressiu major
- Distímia
- Trastorn bipolar
- Trastorn d'hiperactivitat amb dèficit d'atenció (ADHD)
- Trastorn per estrès postraumàtic (PTSD) i Trastorn complex d'estrès postraumàtic (C-PTSD)
- Trastorns de la personalitat
- Psicosi (desenganxament de la realitat)
- Paranoia
- Esquizofrènia
- Trastorns de l'ús de substàncies[8][9]

### Efectes secundaris de medicaments amb recepta
Alguns medicaments amb recepta, com ara inhibidor selectiu de la recaptació de serotonina, poden tenir idees suïcides com a efecte secundari. A més, els efectes previstos d'aquests medicaments poden tenir conseqüències no intencionals d'un augment del risc individual i de la taxa col·lectiva de conducta suïcida: entre el conjunt de persones que prenen la medicació, un subconjunt se sent malament com per voler suïcidar-se (o desitjar els percebuts resultats del suïcidi), però són inhibits per símptomes induïts per depressió, com la manca d'energia i la motivació, a partir del seguiment amb un intent. Entre aquest subconjunt, un "subconjunt" pot trobar que el medicament alleuja els seus símptomes fisiològics (com la falta d'energia) i els símptomes psicològics secundaris (per exemple, la manca de motivació) abans o en dosis més baixes que alleuja el seu símptoma psicològic primari estat d'ànim deprimit. Entre aquest grup de persones, el desig de suïcidi i / o els seus efectes persisteix, fins i tot quan s'eliminen els principals obstacles a l'acció suïcida, amb l'efecte que les incidències d'intents de suïcidi i de suïcidi augmenten.

### Esdeveniments de la vida
Els esdeveniments de la vida són forts predictors d'un augment del risc d'idees suïcides. A més, els esdeveniments de la vida també poden conduir o ser comòrbids amb els trastorns psiquiàtrics classificats anteriorment i predir la ideació suïcida a través d'aquests mitjans. Els esdeveniments de la vida que enfronten els adults i els nens poden ser diferents i, per aquest motiu, la llista d'esdeveniments que augmenten el risc pot variar en adults i nens. Els esdeveniments de la vida que s'han demostrat que augmenten el risc són:
- Abús d'alcohol
  - Els estudis han demostrat que els individus que beuen alcohol, en comptes de beure socialment, tendeixen a tenir taxes més altes d'idees suïcides
- Abús de l'alcohol
  - Certs estudis associen a aquells que experimenten idees suïcides amb major consum d'alcohol[4][11]
  - No només alguns estudis mostren que l'alcoholisme solitari pot augmentar la ideació suïcida, però hi ha una relació de retroalimentació positiva que causa que els que tinguin més idees suïcides tinguin més begudes al dia en un ambient solitari
- Atur[4]
- Malaltia o dolor crònic
- Mort dels familiars o amics
- Final d'una relació
- Altres estudis han trobat que l'ús del tabac està correlacionat amb la depressió i la ideació suïcida.[12]
- Embaràs no planificat
- Bullying, incloent ciberassetjament
- Intents de suïcidi anteriors
  - Després d'haver intentat suïcidar-se prèviament és un dels indicadors més forts de futures idees suïcides o intents suïcides[11]
- Experiència militar
  - Personal militar que mostra símptomes de TEPT, trastorn depressiu major, trastorn per l'ús de l'alcohol.

## Tractament
El tractament de la ideació suïcida pot ser desconcertant degut al fet que diversos medicaments s'han relacionat amb l'augment o la sensació de suïcidat en pacients. Per tant, sovint s'utilitzen diversos mitjans alternatius per tractar idees suïcides. Els principals tractaments inclouen: teràpia, hospitalització, tractament ambulatori i medicació / altres modalitats.

### Teràpia
A la psicoteràpia, una persona explora els problemes que els fan sentir-se suïcides i aprèn les habilitats per ajudar a gestionar les emocions amb més eficàcia.

### Hospitalització
L'hospitalització permet que el pacient es trobi en un entorn segur i supervisat per evitar que la idea suïcida es converteixi en intents de suïcidi. En la majoria dels casos, els individus tenen la llibertat d'escollir quin tractament consideren adequat per a ells mateixos. No obstant això, hi ha diverses circumstàncies en què els individus poden ser hospitalitzats de forma involuntària. Aquestes circumstàncies són:
1. Si un individu representa un perill per a si mateix o per a altres persones
2. Si un individu no pot cuidar-se

L'hospitalització també pot ser el millor tractament si un individu:
- Té accés a mitjans letals (p. Ex., Una arma de foc o una col·lecció de pastilles)
- No té suport social ni gent per supervisar-lo
- Té un pla de suïcidi
- Té símptomes d'un trastorn psiquiàtric (per exemple, psicosi, mania, etc.)

### Tractament de pacients ambulatoris
El tractament ambulatori permet als individus romandre al seu lloc de residència i rebre tractament quan sigui necessari o en forma programada. Estar a casa pot millorar la qualitat de vida d'alguns pacients, ja que tindran accés als llibres i ordinador i podran anar lliurement. Abans de permetre als pacients la llibertat que proveeix el tractament ambulatori, els metges avaluen diversos factors del pacient. Aquests factors inclouen el nivell de suport social del pacient, el control de l'impuls i la qualitat del judici. Una vegada que el pacient passa l'avaluació, sovint se'ls demana que accepti un "contracte sense danys". Es tracta d'un contracte formulat pel metge i la família del pacient. Dins del contracte, el pacient accepta no fer-se malbé, continuar les seves visites amb el metge i posar-se en contacte amb el metge en els moments de necessitat.  Hi ha algun debat sobre si contractes "no perjudicats" són efectius. Aquests pacients es revisen de forma rutinària per assegurar-se que mantenen el seu contracte i eviten activitats perilloses (beure alcohol, conduir ràpidament sense utilitzar cinturons de seguretat, etc.).

### Medicació
La prescripció de medicaments per tractar la ideació suïcida pot ser difícil. Una de les raons d'això és que molts medicaments eleven els nivells d'energia dels pacients abans d'aixecar el seu estat d'ànim. Això els situa en major risc de seguir amb l'intent de suïcidi. A més, si una persona té un trastorn psiquiàtric comòrbid, pot ser que sigui difícil trobar un medicament que abordi tant el trastorn psiquiàtric com la ideació suïcida.
Els antidepressius poden ser eficaços. Sovint SSRI s'utilitzen en comptes de ACT, ja que aquests darrers generalment tenen un major dany en la sobredosi.
S'ha demostrat que els antidepressius són un mitjà molt efectiu per tractar la ideació suïcida. Un estudi correlacional va comparar les taxes de mortalitat per suïcidi a l'ús d'antidepressius SSRI dins d'alguns països. Els comtats que tenien un major ús de SSRI tenien un nombre significativament menor de morts causades pel suïcidi.